# Karl-Eugen Huthmacher
Karl-Eugen Huthmacher (* 9. Juli 1952 in Saarbrücken) ist ein deutscher Verwaltungsjurist. Er war von 2024 bis 2025 Staatssekretär im Bundesministerium für Bildung und Forschung.

## Leben und Beruf

### Persönliches
Huthmacher ist verheiratet, hat drei Kinder und lebt in Bonn. Er ist der Sohn des ehemaligen saarländischen Wirtschaftsministers und Abgeordneten des Deutschen Bundestages, Eugen Huthmacher.  

### Ausbildung
Huthmacher machte 1973 das Abitur in Saarbrücken und studierte bis 1978 Rechtswissenschaften in Mainz sowie Saarbrücken und legte die erste juristische Staatsprüfung ab. Danach absolvierte er von 1978 bis 1980 das Referendariat im Saarland. Zudem war wissenschaftlicher Mitarbeiter an der Universität des Saarlandes und studierte an der Hochschule für Verwaltungswissenschaften Speyer. Er legte die zweite juristische Staatsprüfung ab und wurde 1984 mit der Arbeit „Der Vorrang des Gemeinschaftsrechts bei indirekten Kollisionen – eine Studie zum Verhältnis von EG-Recht zu nationalem Vollzugsrecht, dargestellt am Beispiel des Konflikts zwischen materiellem EG-Recht und nationalen Rechtsmittelfristen“ zum Dr. jur. an der Universität des Saarlandes promoviert. Dabei war er von 1980 bis 1982 Geschäftsführer des Europa-Instituts der Universität des Saarlandes.

### Laufbahn
Huthmacher trat 1982 als Referent in den Dienst des Sekretariates des Bundesrates. Er wechselte im Jahr 1986 als Referent in die Planungsgruppe des Bundeskanzleramtes, wo er bis 1987 arbeitete. Anschließend wurde er 1987 unter Bundesminister Klaus Töpfer (CDU) Pressesprecher im Bundesministerium für Umwelt, Naturschutz und Reaktorsicherheit. Im Bundesministerium war er dann von 1990 bis 1997 Referatsleiter und anschließend Gruppenleiter in den Aufgabenfeldern Ökologische Sanierung und Entwicklung in den neuen Ländern, Zusammenarbeit mit den Ländern und Kommunen, Umwelt und Technik, Deutsche Bundesstiftung Umwelt und Koordinierung der Fachaufsicht Umweltbundesamt. Sodann war er von 1997 bis 2010 Leiter der Unterabteilung Strahlenschutz. Von 2010 bis zu seinem Eintritt in den Ruhestand 2018 war er unter den Bundesministerinnen Annette Schavan, Johanna Wanka und Anja Karliczek (alle CDU) Leiter der Abteilung Zukunftsvorsorge – Forschung für Grundlagen und Nachhaltigkeit im Bundesministerium für Bildung und Forschung im Amt eines Ministerialdirektors.
Im November 2024 wurde Huthmacher unter Bundesminister Cem Özdemir (Bündnis 90/Die Grünen) zum Staatssekretär im Bundesministerium für Bildung und Forschung ernannt. Im Zuge der Bildung des Kabinetts Merz schied er im Mai 2025 aus dem Amt aus.